# Rupandehi

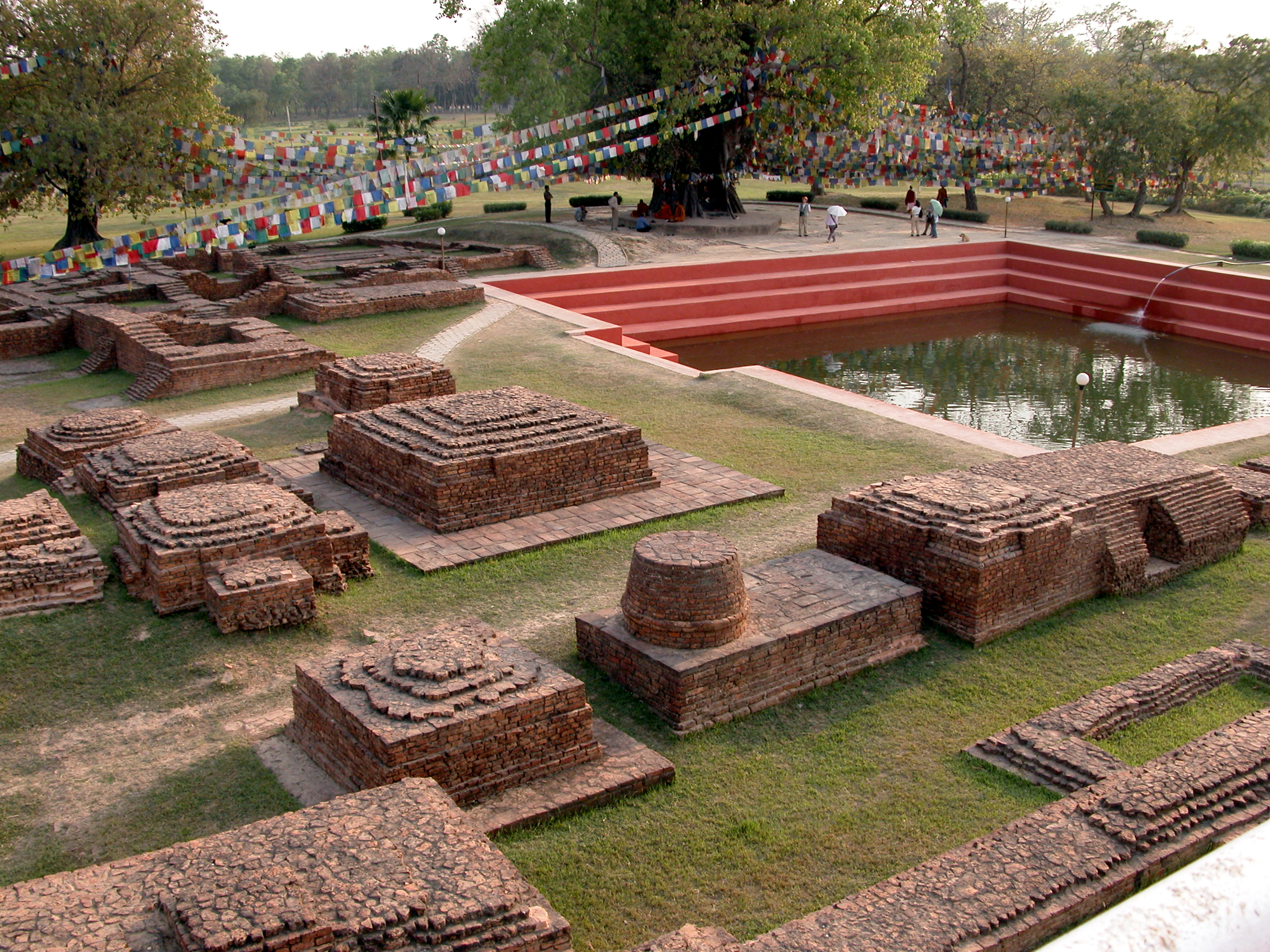
Local onde teria nascido Sidarta Gautama, no século VI a.C.

Rupandehi é um distrito da zona de Lumbini, no Nepal. Abriga Lumbini, o local reverenciado pelos budistas como sendo o de nascimento do fundador da religião, Sidarta Gautama.